# طوبين جنوب شرق آسيا
طوبين جنوب شرق آسيا (Euroscaptor) هو جنس من الثدييات ينتمي إلى فصيلة الطوبينيات. توجد أعضاء هذا الجنس في الصين وجنوب وجنوب شرق آسيا. تضم الأنواع التالية اعتبارًا من أكتوبر 2021:
- طوبين صيني أكبر [الإنجليزية] (Euroscaptor grandis)
- طوبين كلوس [الإنجليزية] (Euroscaptor klossi)
- طوبين كوزنتسوف [الإنجليزية] (Euroscaptor kuznetsovi)
- طوبين طويل الأنف [الإنجليزية] (Euroscaptor longirostris)
- طوبين ماليزي [الإنجليزية] (Euroscaptor malayanus) [4]
- طوبين هملائي (Euroscaptor Micrurus)
- طوبين نوك لين [الإنجليزية] (Euroscaptor ngoclinhensis)
- طوبين أورلوف [الإنجليزية] (Euroscaptor orlovi)
- طوبين صغير الأسنان [الإنجليزية] (Euroscaptor parvidens)
- طوبين فيتنامي [الإنجليزية] (Euroscaptor subanura) [5]